# Aérodrome d'Ondjiva
L'aéroport d'Ondjiva Pereira (code IATA : VPE • code OACI : FNGI) est un aéroport desservant Ondjiva (d'autres graphies: Ongiva, Ngiva, N'giva) dans la province de Kunene, Angola. L'aéroport est à 38 km au nord de la frontière d'avec la Namibie.

## Situation
| \| 100 km1:5 636 000 \| Cabinda Catumbela Huambo Kuito Luanda Lubango Luéna Ménongue Moçâmedes Ondjiva Saurimo Soyo M'banza · Congo Aéroport international d'Angola |
| 100 km1:5 636 000 |

Carte statique des aéroports de l'Angola.Carte dynamique des aéroports de l'Angola.

## Compagnies aériennes et destinations
| Compagnies           | Destinations                                                                                     |
| -------------------- | ------------------------------------------------------------------------------------------------ |
| TAAG Angola Airlines | - Catumbela, - Huambo, - Kuito, - Luanda-Quatro de Fevereiro, - Lubango, - Ménongue, - Moçâmedes |

Édité le 25/06/2017  Actualisé le 25/10/2023